# Rusko
Rusko es un municipio de Finlandia situado en la región de Finlandia Propia. En 2017 su población era de 6.275 habitantes. La superficie del término municipal es de 127,90 km², de los cuales 0,76 km² son agua. El municipio tiene una  densidad de población de 49,36 hab./km².
Limita con los municipios de Aura, Masku, Nousiainen, Raisio y Turku, todos ellos en su misma región.
El ayuntamiento es unilingüe en finés.